# Иванов-Слепой, Дмитрий Данилович
Дмитрий Данилович Иванов или Нетшин по прозвищу Слепой (умер 1543) — окольничий на службе у московских князей Ивана III, Василия III и малолетнего царя Ивана IV Грозного.

## Происхождение и семья
Дворянин из рода Нетшиных — XIX колено от Рюрика. Сын окольничего Даниила Ивановича Нетшина, внук Ивана Дмитриевича Нетшина, по которому носил фамилию Иванов праправнук Александра Юрьевича Нетши (по которому назывался Нетшиным), фамилия по отцу — Данилов по отношению к нему не применяется, она появляется в следующем поколении. Имел единственного сына Василия.

## Служба Ивану III
В 1495 году назван среди постельников в свите Ивана III во время его похода на Новгород. В 1500 году присутствовал на свадьбе В. Д. Холмского. В 1504 был приставом при приёме послов Великого княжества Литовского.

## Служба Василию III
Во время русско-литовской войны в 1513 году был вторым воеводой полка левой руки при походе от Великих Лук к Полоцку. В июле 1514 года также вторым воеводой стоял со сторожевым полком в Великих Луках, а затем был направлен к Орше. В 1517 году, во время русско-литовской войны, участвовал в Смоленском походе против Великого княжества Литовского.

## Служба Ивану IV
В 1534 году был третьим воеводой на реке Угра на Лугани. В июне 1535 года во время похода из Можайска на Литву командовал артиллерией. В августе 1536 года в числе других окольничих присутствовал при приёме литовских послов. В феврале 1537 года снова упоминается в связи с переговорами с литовскими послами. В том же году ходил против удельного старицкого князя Андрея Ивановича, бежавшего из Старицы.
Умер в 1543 году.